# Vila dos Remédios
Vila dos Remédios é um núcleo urbano do distrito estadual brasileiro de Fernando de Noronha, no estado de Pernambuco. É o principal núcleo do arquipélago.  Localiza-se na ilha principal e fica a 545 km de distância da cidade do Recife. Era a capital do antigo Território Federal de Fernando de Noronha.
É em Vila dos Remédios que ficam alguns dos serviços de Fernando de Noronha. Em núcleos próximos há um posto de saúde, escola, delegacia e a sede da TV Golfinho, a única emissora de TV de Noronha.
Abriga também a sede da administração geral do distrito estadual de Fernando de Noronha (o Palácio de São Miguel); as ruínas tombadas da Fortaleza de Nossa Senhora dos Remédios, erguida pelos portugueses no século XVIII; e o Memorial Noronhense (Espaço Cultural Américo Vespúcio).

## História
A Vila dos Remédios era uma cidade fortificada de Fernando de Noronha. Segundo a arquiteta Vitória Andrade, a cidade surgiu "a partir de um projeto de conjunto urbano, típico de praça-forte portuguesa, planejado por engenheiros militares e adaptado em Noronha ao uso prisional".
Em 2015 Vitória foi contratada pela administração geral do distrito estadual de Fernando de Noronha para a elaboração do projeto de revitalização da Vila e a descoberta se deu com base em mapas, fotos, documentos históricos e estudos arqueológicos em campo. A mesma afirma que a vila foi uma prisão, isolada por muros, por mais de dois séculos.
Antigos mapas mostram os paredões já no século XVIII, enquanto em fotografias mais recentes mostram que continuavam de pé ainda na década de 1970. A arquiteta explica que eles impediram Vila dos Remédios de ter crescido para os lados.
Trechos da muralha continuam visíveis atualmente por trás da Igreja de Nossa Senhora dos Remédios, na lateral do templo, junto do Memorial Noronhense e perto das ruínas do Reduto de Santana. Pedaços existentes da muralha estão praticamente todos tomados pela vegetação e variam de 50 centímetros a 1 metro de altura.